# Евдом
Евдом (др.-греч. Ἕβδομον (προάστειον) «седьмое (предместье)»; совр. Бакыркёй) — пригород на юго-западе Константинополя, расположенный в семи римских милях от центра города, то есть в 4 километрах от Золотых ворот Константинополя по направлению Эгнатиевой дороги на берегу Мраморного моря. В Евдоме находилось значительное количество важных для Византийской империи сооружений. Все эти позднеантичные постройки сильно пострадали от арабов в 674—677 годах, затем во время осады Константинополя в 717—718 годах и во время вторжения болгарского хана Крума в 813 году. При Василии I Македонянине (867—886) были проведены масштабные реставрационные работы. В X веке, согласно сведениям Константина Порфирородного, Евдом вернул себе былое значение как место императорских торжеств. Из его подробных описаний в трактате «О церемониях» известно, что там в IV—X веках часто происходили коронации византийских императоров, оттуда начинались триумфальные процессии в сторону Золотых ворот столицы. До 1921 года здесь находилась греческая деревня Макрохори, в настоящее время ставшая районом Бакыркёй Стамбула.

## Расположение

Современное представление о расположении Евдома. Указаны некоторые из расположенных рядом районов современного Стамбула. На основе данных R. Janin (1950)

После падения Византии место расположения Евдома было забыто, и французский путешественник Пьер Жиль, посетивший Константинополь в середине XVI века, помещал его в доминирующие над Влахернами холмы. Его мнение основывалось на том, что никакая местность, называемая пригородом, не может находиться в семи милях от города. Для того, чтобы согласовать с этой теорией известные ему сведения Созомена о том, что император Феодосий I «достигши седьмой мили, он молился Богу в тамошней церкви, которую выстроил в честь Иоанна Крестителя», Жилю пришлось предположить, что слово «семь» не относится не к расстоянию, а к номеру, под которым было известно это предместье. Соответственно, по мнению Жиля, построенная церковь находилась на расстоянии одной мили. Поскольку постройка церкви относилась к периоду до возведения стен Феодосия, Жиль отсчитывал расстояние от более ранних стен Константина. Подходящие развалины он нашёл на Шестом холме около дворца Богдан серай. Французский византинист XVII века Шарль Дюканж, хотя и не мог признать верным экзотическое толкование Жиля выражения «седьмая миля», допускал, что после возведения Феодосиевых стен значительная часть пригорода могла попасть в черту города, в том числе и Евдом, протянувшийся от седьмой мили до городских стен. При этом он отвергал предложенную Жилем локализацию церкви Иоанна Крестителя, поскольку, по сведениям Константина Порфирородного, она в X веке находилась за городскими стенами. В целом Дюканж разделял недоумение Жиля о том, как пригород мог быть столь удалён. В качестве дополнительных аргументов он указывал на неудобство, в противном случае, известных из источников процессий из города к Кампусу и странность выбора такого места для установления осады города, как это известно для аваров. Дюканж, придавая вопросу о расположении Евдома большое значение, посвятил ему специальный трактат, который потом неоднократно переиздавался.
По этому вопросу с Дюканжем вёл полемику Адриан Валезий (Disput. de Basilicis, quas primi Francorum reges condiderunt, Paris, 1658—1660, cap. VIII). Валезий доказывал, ссылаясь на античные источники, что само полное название предместья Septimum milliarium указывает на то, что оно находилось у седьмого милевого столба по дороге во Фракию. С ним был согласен его старший и более знаменитый брат Генрих Валезий, который указал расположение Евдома в примечаниях к изданным им «Деяниям» Аммиана Марцеллина. Авторитет Дюканжа позволил просуществовать этой ошибке до XIX века. В 1878 году правильное расположение указал Ф. В. Унгер, вслед за ним точку зрения Валезия поддержали Н. П. Кондаков и Д. Ф. Беляев, однако общепринятой локализация у деревни Макрохори стала после только выхода в 1899 году монографии Александра ван Миллингена о топографии Константинополя. Миллиген связал Евдом с современной ему деревней Макрикёй (Makri-Keuy), возникшей на месте греческого поселения Макрохори.
Важность Евдома для Константинополя объясняется в первую очередь его удобным расположением. Обширная равнина с избытком воды стала подходящим местом для размещения вблизи столицы крупного военного лагеря. В связи с ярко выраженным военным характером власти в ранний период византийской истории, здесь часто бывали императоры, и Евдом постепенно превратился в императорский квартал. Таким образом, слово «Евдом» использовалось в двух значениях: столичное предместье (проастерий) и место императорских торжеств (др.-греч. προχέσσος).

## События
С узкого края градского, который к Австру взирает,

Ровное поле открыто вблизи: зане отовсюду

Понт окружает, лишь узкою быв размежёван стезёю.
Вероятно, изначально Евдом был местом сбора и тренировки византийских войск во Фракии. Здесь император Феодосий I собирал свою армию перед походом в Италию против узурпатора Евгения. Здесь были размещены готские войска под командованием Гайны, отозванные императором Аркадием с войны с Аларихом. Во время смотра этих войск в присутствии императора был убит префект претория Руфин. В правление Анастасия I в Евдоме встала лагерем осадившая Константинополь 60-тысячная армия Виталиана. Удобство Евдома для захвата власти военным путём оценили в своё время Фока и Лев V Армянин. В Евдоме находилось Марсово поле (др.-греч. Κάμπος или др.-греч. Κάμπος τοῦ τριβουναλίον, лат. Campus tribunalis, «поле трибунала») Константинополя, сходное по назначению с аналогичным полем в Риме. На нём проходили тренировки новобранцев и популярные в народе конные игры в мяч.
При святом Прокле в Константинополе происходили страшные землетрясения в продолжении четырёх месяцев. Устрашённые византийцы выбежали из города на так называемое Поле, где, вместе с епископом своим, проводили дни и ночи в горячих молитвах к Богу. В один день, когда земля ужасно тряслась, и весь народ непрестанно восклицал: «Господи, помилуй!» вдруг в третьем часу, в глазах всех, какой-то юноша божественною силою восхищен был на воздух, где слышал божественный глас, повелевавший ему возвестить епископу и народу такую молитву: «Святый Боже, святый крепкий, святый бессмертный, помилуй нас!» ничего не прибавляя к этим словам. Святой Прокл, приняв это повеление приказал народу так петь, и землетрясение тотчас прекратилось. Блаженная Пульхерия и брат её, восхищённые сим чудом, положили во всей вселенной петь эту песнь. И с того времени во всех церквах она ежедневно поётся.
Местом коронаций императоров в IV—V веках являлся известный по описанию Фемистия Трибунал (др.-греч. ἐν τῷ Τριβουναλίω τοῦ Ἑβδόμον). Это была возвышенная каменная платформа, которую в 364 году воздвиг наряду с другими постройками и статуями император Валент (364—378) в память о своей коронации. Затем здесь короновались все императоры вплоть до Василиска (475). В дальнейшем для этой цели Евдом использовался нерегулярно: Маврикий (582), Фока (602), Лев III Исавр (717), Лев V Армянин (813) и Никифор Фока (963). Наиболее подробные, практически поминутные описания церемоний коронации приведены в трактате «О церемониях» для Льва III Исавра (подробное описание см. в специальной статье) и Никифора Фоки. Из того же источника известно описание триумфального вступления в столицу императора Василия I Македонянина с сыном Константином. Возвратившись в 873 году из похода против павликан, Василий и Константин остановились сначала в расположенном на азиатском берегу дворце Иерии, оттуда прибыли в Евдом, где были встречены народом и синклитом. Прежде всего император с сыном отправились в храм Иоанна Предтечи, откуда, помолившись, отправились к Золотым воротам. Сходная церемония известна и под 879 годом.
Феофилакт Симокатта рассказывает о том, как император Маврикий на девятом году своего царствования, в поисках знамения, молился в соборе Святой Софии, храме Живоносного Источника в Пеге и Евдоме. Во время частых в то время землетрясений в Евдоме спаслось население столицы. В молениях о прекращении бедствий принимали участие император и патриарх. Феофан Исповедник сообщает, что однажды на такую службу отличающийся благочестием император Маврикий и патриарх Анатолий пришли пешком. Согласно обычаю, на Кампосе проходили ежегодные крестные ходы в память о наиболее разрушительных землетрясениях. При этом Евдом был также местом публичных казней и местом, где выставляли головы казнённых, как, например, головы императора Маврикия и его пяти сыновей.
При Валенте в Евдоме были построены порт и набережная, настолько роскошная, что Фемистий счёл возможным упрекнуть императора в забвении самого города. При Юстиниане I порт был обновлён. В нём причаливали корабли, приплывающие к Константинополю с юга. Так, здесь в 402 году отслужил литургию в соборе Иоанна Крестителя прибывший из Кипра епископ Епифаний. Сюда же пришёл император Фока наблюдать прибывший из Карфагена флот претендовавшего на престол Ираклия. В 673 году арабский флот «двинувшись к Фракии, протянулся от западного мыса Евдомы, или Магнавры до восточного мыса Кикловиа». В 708 году через Евдом в Константинополь прибыл папа Константин.

## Постройки

### Дворцы и общественные здания
Магнаврский дворец в Евдоме, носящий то же название, что и одно из сооружений Большого константинопольского дворца, был построен при Маркиане (450—457). Согласно трактату «О церемониях», в нём сенат торжественно встречал возвращавшихся из победоносных походов императоров, после чего начиналось триумфальное шествие до собора Святой Софии. Положение дворца устанавливается на основании приведённого выше указания Феофана Исповедника о нападении арабского флота в 673 году Упоминаемый в этом сообщении «западный мыс» идентифицируется с мысом, располагавшимся восточнее основанного в XVI веке порохового завода. В этом дворце перед смертью в 582 году император Тиберий II, созвав представителей духовенства, армии и народа, «приказал вынести себя на своем ложе в дворцовую залу под открытым небом, соединённую с устланным коврами помещением дворца блестящим вестибюлем и прославленным входом» и в этой обстановке провозгласил императором Маврикия. Здесь же Тиберий и умер 14 августа того же года.
При Юстиниане I в Евдоме на берегу был построен ещё один дворец, Jucundianæ или Secundianæ. В своём панегирике этому императору «О постройках» современник строительства Прокопий Кесарийский ограничивается следующим описанием этого сооружения: «Достаточно будет сказать, что это были подлинные дворцы; при их создании присутствовал и их строительством лично руководил император Юстиниан; не было здесь ничего упущено из виду, кроме денег. Огромность их расхода больше, чем это можно выразить словами». Возможно, название дворца связано с именем родственника императора Анастасия консула 511 года Флавия Секундина. Перед дворцом стояла статуя Юстииана, установленная на перенесённую с форума Константина порфировую колонну. Эта колонна была разрушена землетрясением 577 года.
В то же царствование были построены форумы, портики и бани. В этом районе известно 5 крытых цистерн и несколько открытых, в том числе одна из крупнейших в Константинополе Евдомская цистерна, также известная как цистерна Филдами, размером 127 на 76 метров.

### Крепости
Были построены две башни: на западе др.-греч. Στρογγύλον Καστέλλιον или др.-греч. Κυκλόβιον (Кикловиа, «Круглая крепость» — названная так «согласно форме этого укрепления») и Theodosianæ на востоке, в которой размещались казармы элитной стражи Theodosiani. Упомянутая Феофаном Исповедником в связи с нашествием аваров крепость Кикловиа (Киклобион) находилась примерно в 2½ милях от Золотых ворот и была настолько тесно связана с Евдомом, что зачастую весь пригород назывался по её названию. Так, в одном из источников евдомская церковь Иоанна Евангелиста называется находящейся в Киклобионе. Также, если Иоанн Антиохийский, говоря о прибывшем флоте Ираклия I, называет Евдом, Пасхальная хроника в качестве географического ориентира называет Круглую крепость. Вероятно, крепость находилась в современном районе Стамбула Зейтинбурну. Крепость Киклобион
входила в цепь береговых укреплений. В правление Юстиниана I она, в числе многих других, была отремонтирована и соединена хорошей дорогой с другой крепостью Регием (район Кючук-Чекмедже Стамбула). Гарнизоны этих и других ближайших к Константинополю крепостей были вызваны Юстинианом к столичным войскам для подавления восстания Ника.

### Церкви

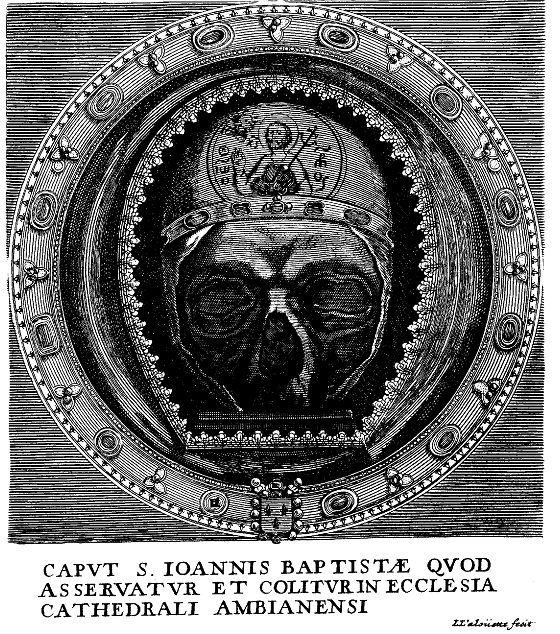
Глава Иоанна Предтечи из собора Иоанна Крестителя в Евдоме. Рисунок из Constantinopolis Christiana (1680) Ш. Дюканжа

Церковные источники утверждают, что посвящённая евангелисту Иоанну церковь была возведена в Евдоме уже при Константине Великом. Даже если не так, то её существование к 400 году считается достоверным — она упоминается в связи с мятежом Гайны, в ней отслужил мессу Епифаний Кипрский. Немного позже в этой церкви египетские монахи, называемые «длинными братьями», передали петицию императорской чете против своих противников. Затем церковь не упоминается в источниках до середины IX века, когда она, вместе с другими, была реставрирована. С этой церковью был тесно связан существовавший в Евдоме монастырь, но до первой четверти XI века о его обитателях известны только редкие упоминания. По сообщению арабского историка Яхьи Антиохийского, за несколько дней до своей смерти император Василий II Болгаробойца попросил своего брата Константина VIII похоронить себя «не с царями, а чтобы могила его была в маленьком монастыре, который он определил и назвал, имени св. Иоанна евангелиста, за Константинополем, и чтобы ему там покоиться вместе со странниками». Далее евдомский монастырь упоминается около 1074 года как основной источник благосостояния могущественного при императоре Михаиле VII евнуха Никифорицы. Несколько лет спустя этот дар был отобран Никифором Вотаниатом и передан вдове Михаила VIII Марие и её сыну Константину. Вероятно, существовала традиция 8 мая отмечать в церкви Иоанна Евангелиста праздник этого апостола, сообщения о таких событиях известны в 452 и 1081 годах.
Достоверно известно, что к концу латинской оккупации церковь и монастырь были полностью разрушены, что известно из рассказа Георгия Пахимера об обнаружении вскрытой могилы Василия II в 1260 году. Надпись, сделанная на саркофаге Василия II, известна благодаря обнаруженной Дюканжем рукописи. В 1914 году Теодор Макриди обнаружил в районе деревни Макрикёй величественную подземную гробницу, возможно, принадлежащую Василию II. После этого времени упоминаний об этой церкви не известно. В ходе раскопок 1920—1921 годов между вокзалом Макрикей и турецким кладбищем был обнаружен мозаичный пол, принадлежащий церкви базиликального плана. Неподалёку были обнаружены остатки пяти из восьми стен восьмиугольного сооружения. По мнению руководителя раскопок Т. Макриди, первые руины принадлежали церкви Иоанна Евангелиста, а вторые — церкви Иоанна Крестителя. Это мнение основывалось на византийских источниках, согласно которым одна из церквей была в форме базилики, другая — мартириума.
При Феодосии I специально для размещения черепа Иоанна Предтечи был построен храм, освящённый 12 марта 392 года. Вероятно, это был старейший из нескольких десятков константинопольских храмов, посвящённых этому святому. К VI веку исходная церковь была разрушена, и Юстиниан I приказал на этом месте построить новую, по образцу собора в честь архангела Михаила в Анапле. Согласно описанию Прокопия Кесарийского, храм в Евдоме «окружает круглая галерея, прерывающаяся только на восточной его части. Посередине находится храм, сияющий мириадами оттенков разноцветных камней. Потолок храма в виде купола поднимается высоко в небо. Кто бы достойным образом мог всё перечислить и рассказать о высоких, идущих в высоте, как бы по воздуху, галереях этого строения, о внутренних покоях, о красоте мраморов, которыми повсюду покрыты и стены и пол? Сверх того огромно и количество золота, повсюду разлитого по храму, как бы сросшегося с ним». По мнению французского специалиста по истории и топографии Константинополя Р. Жанена, маловероятно, чтобы храм, долгое время бывший местом коронации императоров, пришёл в такой упадок, чтобы его требовалось полностью перестраивать. К IX веку от собора остались только стены, и при Василии I собор был отреставрирован. С конца IX века храм ежегодно 5 июня становится местом празднования чудесного избавления от варварского нашествия, когда «казалось, что всё население будет предано смерти или плену». Процессия во главе с патриархом выходила из Золотых ворот, проходила через поле Трибунала. Торжества завершались молебном в храме Иоанна Крестителя. После упомянутой выше церемонии в честь Василия I и его сына этот храм больше в византийских источниках не упоминается.
Помимо этих двух главных храмов, в источниках упоминается ещё пять евдомских церквей:
- в честь мученицы Феодоты[46], принявшей смерть в Никее вместе со своими детьми в правление Диоклетиана. Храм был построен при Юстиниане I. Точное расположение церкви не известно[47];
- построенная, согласно Федору Чтецу, в правление императора Аркадия (395—408) и при патриархе Аттике (406—425), то есть примерно в 406—408 годах, церковь для хранения мощей пророка Самуила. Эта церковь была разрушена во время сильного землетрясения 14 декабря 557 года и, вероятно, не была восстановлена, поскольку более не упоминается в источниках[48];
- в честь мучеников Вениамина, Бении и Бинаии (память 29 или 30 июля). Их происхождение и время мученичества неизвестны. Храм располагался поблизости от императорского дворца[49];
- в честь святых Мины и Миная[50]. Про эту церковь ничего не известно, и никаких её следов не сохранилось[51];
- в честь святого Вавилы у др.-греч. ἐν τοῖς Σαλλουστίου. Не известно, имеется в виду тот мученик Вавила, который был учителем в Никомедии, захороненным вместе с телами его 84 учеников в северной части Византия, или же епископ Вавила Антиохийский. В трактате «О церемониях» эта церковь называется «младенцев» (др.-греч. τῶν Νηπίων)[52].

## Раскопки

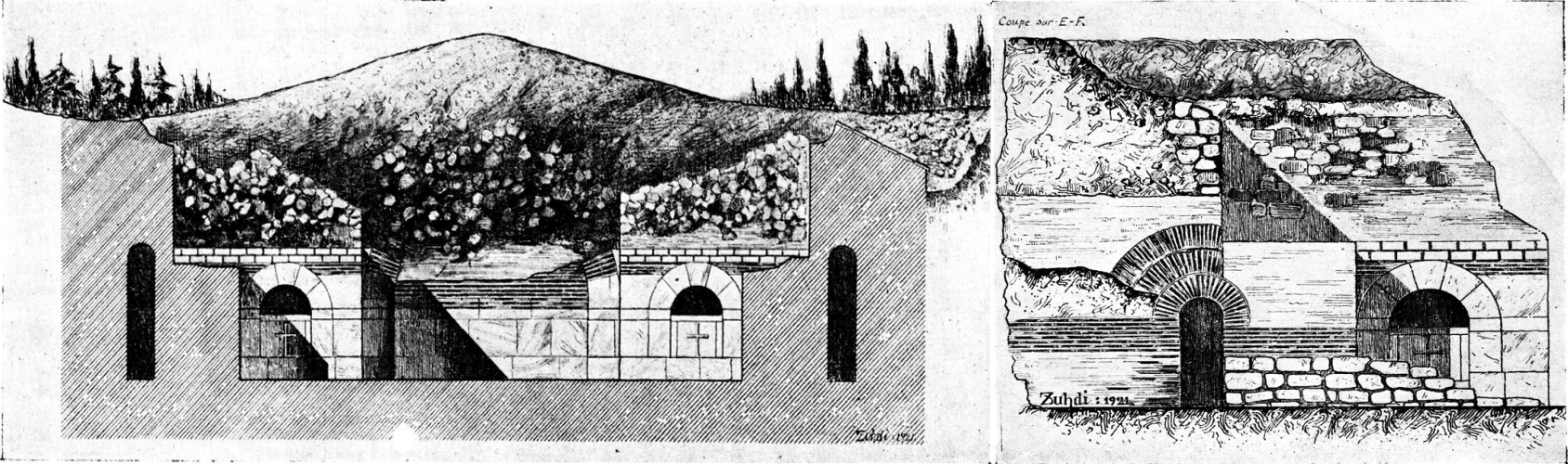
План гробницы в двух проекциях по Macridy-Bey Th., Ebersolt J. (1922)

С началом Первой мировой войны, в августе 1914 года в Османской империи началась мобилизация, и в деревне Макрикёй началось строительство больших казарм. В поисках материалов для постройки солдаты начали раскапывать небольшой заросший кустарником холм. Несколько дней спустя они обнаружили там широкий колодец, сообщающийся с подземными переходами. О находке тут же было сообщено военному руководству, которое поставило в известность директора Археологического музея Стамбула, который направил для проведения исследований своего сотрудника Т. Макриди. С разрешения военных Т. Макриди произвёл первоначальный осмотр постройки, которая оказалась в прекрасном состоянии, однако исследования смогли начаться только после заключения перемирия. После визита директора Французской школы в Афинах (фр. École française d'Athènes) известного археолога Ш. Пикара с разрешения коменданта французских оккупационных войск генерала Ш. Шарпи в июле 1921 года раскопки были возобновлены. В ходе осмотра территории было обнаружено множество античных обломков, в том числе остатки рухнувшей в результате землетрясения колонны с латинской надписью, упоминающей императора Феодосия II.
Основные исследования были связаны с обнаруженным подземным сооружением, расположенным в 1½ километрах к северо-востоку от вокзала Макрикёй, рядом с казармами, где теперь разместились французские войска. Подземелье, скрытое наслоениями известковых пород, представляло в плане круг диаметром 15,35 м, разделённый греческим крестом на четыре равные части. Между перекладинами креста установлены четыре массивные вделанные в стены колонны. Внутренняя поверхность стены до высоты 1,5 м выложена обтёсанным камнем местного происхождения. Затем идёт слой кирпичной кладки, доводящей высоту стены до 3,5 м, выше лежат слои из необработанного камня. Каждый их четырёх нефов подземелья перекрыт своим цилиндрическим сводом, а в каждой из четырёх массивных внутренних колонн находятся углубления для саркофагов. Каждый из саркофагов был пронумерован греческими буквами. Согласно надписи на третьем из них, он принадлежал некоему Епифанию. Саркофаги несут следы давнего разграбления, двух из них нет на положенных местах. Рассматривая гипотезу о возможности того, что в этом подземелье мог ранее находиться саркофаг императора Василия II Болгаробойцы, Т. Макриди отмечает, что, согласно источникам, саркофаг императора находился в церкви, разрушенной уже к 1260 году, и это описание не может быть отнесено к обнаруженной подземной гробнице. При этом, другие известные императорские саркофаги имеют другие размеры, и они бы не поместились в ниши этого подземелья.
Постепенно, ввиду сложностей ведения раскопок в центре агломерации, опасности оползней, сопротивления местных жителей, раскопки были свёрнуты. После отбытия французских войск летом 1923 года они прекратились окончательно. На вход в подземелье была установлена железная дверь, которая к 1940 году была засыпана до уровня свода.
Исследования 1930-х годов позволили выявить наземные структуры, идентифицированные как остатки Трибунала и церкви Иоанна Крестителя с сохранившимися фрагментами мозаичного пола. Также был обнаружен и исследован 11-метровый фрагмент колонны Феодосия II.

### Первичные источники
- Клавдий Клавдиан. Полное собрание латинских сочинений / Пер., вступ. ст., коммент. и указ. Р. Л. Шмаракова. — СПб.: Издательство СПбГУ, 2008. — 838 с. — 500 экз. — ISBN 978-5-288-04569-1.
- Прокопий Кесарийский. Война с готами. О постройках. — М.: Арктос, 1996. — ISBN 5 85551 143 X.
- Созомен. Церковная исторія Эрмія Созомена Саламинскаго. — СПб., 1851. — 636 с.
- Феофан Исповедник. Летопись византийца Феофана от Диоклетиана до царей Михаила и сына его Феофилакта. — М., 1884.
- Феофилакт Симокатта. История. — М.: Издательство АН СССР, 1957. — 222 с. — 3500 экз.
- Яхья Антиохийский. Извлечение из летописи Яхьи Антиохийского / В. Р. Розен. — СПб., 1883.

### Исследования
на английском языке
- MacCormick M. Eternal victory. — Cambridge: Cambridge University Press, 1986. — 452 p. — ISBN 0521386594.
- Millingen A. Byzantine Constantinople, the Walls of the City and Adjoining Historical Sites. — London, 1899. — 361 p.
- Kazhdan, Alexander, ed. (1991). The Oxford Dictionary of Byzantium. Oxford University Press: Oxford and New York. ISBN 0-19-504652-8.

на немецком языке
- Unger F. W. Quellen der byzantinischen kunstgeschichte. — Wien, 1878. — 334 p.

на русском языке
- Беляев Д. Ф. Богомольные выходы византийских царей в городские и пригородные храмы Константинополя. — Byzantina. Очерки, материалы и заметки по византийским древностям. — СПб.: Типография И. Н. Скороходова, 1906. — Т. III. — 189 с.
- Чекалова А. А. Константинополь в VI веке. Восстание Ника. — 2 изд.. — СПб.: Алетейя, 1997. — 328 с. — 1800 экз. — ISBN 5-89329-038-0.

на французском языке
- Demangel R. Au Tribulal de l'Hebdomon // Bulletin de correspondance hellénique. — 1939. — Т. 63. — С. 275—284. — doi:10.3406/bch.1939.2685.
- Demangel R. À propos du tribunal de l'Hebdomon // Bulletin de correspondance hellénique. — 1942. — Т. 66-67. — С. 346—347. — doi:10.3406/bch.1942.2654.
- Demangel R. Contribution à la topographie de l’Hebdomon // Recherches françaises en Turquie. — Paris, 1945. — Т. 3.
- Diehl Ch. Les fouilles du corps d'occupation français à Constantinople // Comptes rendus des séances de l'Académie des Inscriptions et Belles-Lettres. — 1922. — Т. 66e année, № 3. — С. 198-207. — doi:10.3406/crai.1922.74620.
- Janin R. Les églises byzantines du Précurseur à Constantinople. In: Échos d'Orient, tome // Échos d'Orient. — 1938. — Т. 37, № 191-192. — С. 312-351. — doi:10.3406/rebyz.1938.3000.
- Janin R. Constantinople Byzantine. — Paris, 1950. — 482 p.
- Janin R. La géographie ecclésiastique de l'Empire Byzantin: Le siège de Constantinople et le patriarcat oecuménique. Les églises et les monastères. — Paris, 1969. — 605 p.
- Macridy-Bey Th, Ebersolt J. Monuments funéraires de Constantinople // Bulletin de correspondance hellénique. — 1922. — Т. 46. — С. 356-393. — doi:10.3406/bch.1922.3037.
- Thibaut J.-B. L'Hebdomon de Constantinople : Nouvel examen topographique // Échos d'Orient. — 1922. — Т. 21, № 125. — С. 31-44. — doi:10.3406/rebyz.1922.4313.